# Phommathat
Phommathat oder Samdat Brhat-Anya Chao Brahma-kumara Bhumadaraja (* 15. Jahrhundert; † 1429 in Phaparn) war zwischen 1428 und 1429 der vierte König des Königreiches Lan Chang.

## Leben
Phommathat war der älteste Sohn von König Lan Kham Daeng (reg. 1416/17 bis 1428) und folgte diesem nach dessen Tod auf den Thron. Er hatte nicht viel Zeit, erfolgreiche Schritte für sein Volk zu unternehmen, da ihn seine Großtante väterlicherseits und Schwester von Samsaenthai, Nang Keo Pimpha (auch Keo Poumpa), bereits nach 10 Monaten Regierungszeit enthaupten ließ, um selbst die Macht in Lan Xang an sich zu reißen.
Nachfolger von König Phommathat wurde der Sohn von König Lan Kam Daeng, Yukhon.